# Verticordia eurardyensis
Verticordia eurardyensis là một loài thực vật có hoa trong Họ Đào kim nương. Loài này được Eliz.A.George & A.S.George miêu tả khoa học đầu tiên năm 1994.